# Ortho (scheikunde)

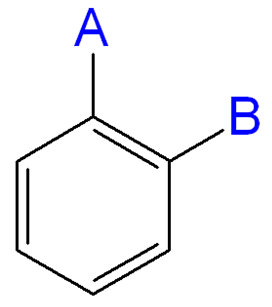
De substituenten A en B staan in ortho-positie ten opzichte van elkaar.

Het voorvoegsel ortho- wordt in de organische chemie gebruikt om de 1,2-relatie tussen twee substituenten op een benzeenring aan te geven, maar is eigenlijk alleen maar bruikbaar als er maar twee substituenten op de benzeenring zitten. Het wordt daarom in de namen van stoffen niet vaak gebruikt, al zijn er nog veel verbindingen die op deze manier worden benoemd. Het is de aanduiding van het aromatische substitutiepatroon van de verschillende substituenten. Meta en para zijn de twee andere voorvoegsels met betrekking tot het aromatische substitutiepatroon en worden met (1,3) en (1,4) aangegeven. 